# Montadet
Montadet é uma comuna francesa na região administrativa de Occitânia, no departamento de Gers. Estende-se por uma área de 5,11 km². Em 2010 a comuna tinha 73 habitantes (densidade: 14,3 hab./km²).